# Toma de la Fortaleza del Cerro
La Toma de la Fortaleza del Cerro fue un hecho acaecido el 28 de noviembre de 1870, —en las afueras de la ciudad de Montevideo— que jugó un papel fundamental en el transcurso de la Revolución de las Lanzas, que se estaba desarrollando en Uruguay. Esto se debió a que tuvo una gran repercusión propagandística, y aceleró los procesos de paz entre los beligerantes.

## Antecedentes
En el marco de la Revolución de las lanzas en 1870, luego de que los 1.200 hombres, que tenía Anacleto Medina, se sumaron al ejército rebelde de Timoteo Aparicio, se produciría el 12 de septiembre de 1870, la Batalla de Paso Severino, siendo vencedores los revolucionarios. Luego de esa victoria, los revolucionarios, asestaron otro golpe mortal a los gubernistas colorados, derrotando al General Francisco Caraballo, en la Batalla de Corralito, después de vencer en esas dos cruciales batallas, los revolucionarios se dirigieron hacia la capital del país, y sede del gobierno colorado, Montevideo, implementando un sitio en la ciudad.

## Transcurso de la Toma del Fuerte
En los cincuenta días que duró el sitio a la ciudad, aparte de las guerrillas diarias entre las avanzadas de uno y otro bando, ocurrió el hecho más extraordinario – desde el punto de vista propagandístico -  de aquella campaña: la toma del Cerro de Montevideo. A fines de este año, los blancos sublevados eran 10 000 y estaban sobre Montevideo. En la noche del 28 de noviembre, las fuerzas de asalto comandadas por los coroneles Salvañach, Layera y Mendoza, y los comandantes Vélez y Carrera, jefe del Batallón de Voluntarios Catalanes cuyas fuerzas no pasaban de unos 200 hombres de caballería y 100 infantes, se aproximaron sigilosos por las laderas del cerro, esperando la madrugada para saltar la fortaleza. Armada de escaleras y demás útiles de asalto, se ocultaron en las proximidades de esta y se pusieron en orden de ataque, haciendo desmontar las caballerías. Esperaron ocultos en las sombras de la noche, hasta esa hora incierta del amanecer donde todas las sombras se confunden. En ese momento se dio la orden de avanzar, buscando las mejores posiciones para llegar agazapados con las escaleras a varios puntos y a una misma vez. En la Guarnición de la Fortaleza se encontraba su comandante, José Mendoza, y cien soldados de tropa. Llegado el ataque, los rebeldes ingresaron simultáneamente por varios puntos y sorprendieron a la guardia y al resto de la guarnición, que al verse totalmente rodeada, se rindió a discreción casi sin la menor resistencia.

## Repercusiones y consecuencias
Mendoza, el comandante vencido, en carta a José P. Ramírez, le reprochaba: 

“La Guarnición de la Fortaleza que se componía de 20 hombres de caballería, que no sabían cargar un fusil, de 8 inválidos y de 12 guardias nacionales cuyo conjunto Vd. comprende bien, no podría llenar las exigencias de un servicio riguroso. [..] en medio de esa confusión espantosa de vivías y de balazos, logre ganar las azoteas con dos o tres oficiales y desde allí habla a la tropa para que saliera fuera de las cuadras, pues los primeros tiros se habían encerrado con sus oficiales. […] Siendo el blanco de las balas enemigas y queriendo salvar desde arriba obligándose ellos a respetarme la vida tanto a mi como a todos.

El efecto – sobre todo moral – de aquel asalto se hizo sentir en todo Montevideo. La prensa del 29 de noviembre así lo demuestra “El suceso del Cerro es el hecho más vergonzoso que se conoce en nuestros anales militares”.
La villa fue evacuada el 16 de diciembre de 1870 cuando llegó la noticia que el general José Gregorio Suárez, a marchas forzadas, se aproximaba a la capital con un numeroso ejército de las tres armas.